# Hoya gigas
Hoya gigas ist eine Pflanzenart der Gattung der Wachsblumen (Hoya) aus der Unterfamilie der Seidenpflanzengewächse (Asclepiadoideae).

## Merkmale
Hoya gigas ist ein epiphytischer, hochkletternder Halbstrauch mit fadenförmigen, verzweigten Trieben. Die spärlich beblätterten Triebe sind biegsam, im Querschnitt rund und fein und weich filzig behaart. Die aufsteigenden oder auch ausgebreiteten, gegenständigen Blätter sind gestielt, die fleischigen, auf der Oberseite leicht rinnigen Blattstiele sind 1,5 bis 2 cm lang und fein filzig behaart. Die Blattspreiten sind länglich oder elliptisch-länglich, 9 bis 11 cm lang und mittig 4,2 bis 5,5 cm breit. Die Oberseite ist kahl, die Unterseite ist sehr kurz filzig behaart. Die Basis ist gerundet, der Apex ist lang und spitz ausgezogen. Die Blattnervatur besteht aus der prominenten Mittelrippe, die auf der Unterseite hervor tritt, und je 5 bis 7 sehr undeutlichen Sekundärrippen, die auf beiden Seiten von der Mittelrippe abgehen.
Der doldenförmige Blütenstand enthält 3 bis 7 Blüten. Die Blütenstandsstiele sind 2,5 bis 3 cm lang und sehr kurz filzig behaart. Sie entspringen den Blattknoten. Die Blütenstiele sind 2,3 bis 3 cm lang und ebenfalls sehr kurz filzig behaart. Die annähernd rundlichen Kelchblätter sind etwas ungleich, 6 bis 8 mm lang bzw. breit und außen sehr kurz filzig behaart. Die glockenförmig, rötliche Blütenkrone hat einen Durchmesser von 8,2 cm, wenn ausgebreitet. Die Kronblätter sind seitlich weitgehend verwachsen (Sympetalie). Am äußeren Rand der „Glocke“ sind lediglich noch fünf kurze keilförmige Einkerbungen und kleine dreieckige Zipfel, die spitz zulaufen. Die Blütenkrone ist außen spärlich flaumig behaart, innen minimal papillös. An der Basis weist sie einen Kranz langer, weicher gerade aufsteigender Haare auf. Die Ränder der Zipfel sind mit Zilien besetzt. Die gelbe Nebenkrone hat einen Durchmesser von etwa 2 cm. Die Nebenkronenzipfel sind rundlich-eiförmig. Sie messen von der Spitze des inneren Fortsatzes zum Ende des äußeren Fortsatzes etwa 7 mm. Der innere Fortsatz ist kurz schnabelförmig ausgezogen, der äußere Fortsatz ist gerundet. Die Zipfel sind in der Mitte konkav. Das Gynostegium ist ungefähr 1,4 cm hoch. Die Pollinia sind sichelförmig ohne knorpligen äußeren Rand. Sie verengen sich zu den „Caudiculae“ (Anhängsel) deutlich. Die Caudiculae sind relativ dick, sehr lang und s-förmig geschwungen, nur wenig kürzer als die Pollinia. Das Corpusculum ist rhombisch und relativ groß, das untere Ende ist in zu einer Spitze ausgezogen. Die Caudiculae setzen oberhalb der breitesten Stelle am Corpusculum an. Unterhalb der breitesten Stelle setzen außen zwei schmale, kurze Polster an.

## Ähnliche Art
Hoya gigas ähnelt in Form, Größe und Farbe der Blüte Hoya lauterbachii. In Hoya lauterbachii ist allerdings die Blütenkrone tiefer eingewölbt, die außerdem innen dicht mit samtähnlichen Härchen bedeckt ist. Nur wenig kleiner (etwa 7 cm) und pastellpinkfarben ist die Blütenkrone von Hoya stenakei Simonsson & Rodda (2017) von Papua-Neuguinea.

## Geographische Verbreitung und Habitat
Die Art kommt in Papua-Neuguinea im Gomadjidji, an den Ufern des Waria vor. Schlechter fand sie blühend im Mai 1909 auf Bäumen in etwa 450 m über Meereshöhe.

## Taxonomie
Das Taxon wurde 1913 von Rudolf Schlechter beschrieben. Der Holotypus wird unter der Nummer Schlechter #19389 im Herbarium des Botanischen Garten Berlin aufbewahrt. Die Datenbank Plants of the World online akzeptiert das Taxon als gültige Art.